# シモーヌ・ティオン・ド・ラ・ショーム
シモーヌ・ティオン・ド・ラ・ショーム（Simone Thion de la Chaume, 1908年11月24日 - 2001年9月4日）はフランスの女子ゴルフ選手。フランス国内選手権を1925年から1930年まで6連覇、さらに1936年から1938年に3連覇した、フランス女子ゴルフ史草創期の偉大なチャンピオンである。1927年、外国人として初めて全英女子アマチュア選手権のタイトルを獲得したほか、同年、全米女子アマチュア選手権にフランス人として初出場するなどフランス国外でも活躍した。

## 来歴
アメリカでテニス選手、ルネ・ラコステと知り合い、1930年に結婚。ラコステはのちにアパレル企業ラコステの創業者となった。夫妻は4人の子をもうけ、娘のカトリーヌ・ラコストはゴルファーとなった。
2001年、ピレネー・アトランティック県サン＝ジャン＝ド＝リュズで没。同地にはシモーヌの父、ルネ・ティオン・ド・ラ・ショームが創設したシャンタコ・ゴルフ場があり、1999年より、娘のカトリーヌが母を記念して、シモーヌ・ティオン・ド・ラ・ショーム杯と呼ばれる女子ゴルフトーナメントを毎年開催している。